# Elytrimitatrix chrysostigma
Elytrimitatrix chrysostigma är en skalbaggsart som först beskrevs av Bates 1872.  Elytrimitatrix chrysostigma ingår i släktet Elytrimitatrix och familjen långhorningar.
Artens utbredningsområde är:
- Costa Rica.
- Nicaragua.

Inga underarter finns listade i Catalogue of Life.